# Bohal
Bohal [boal] est une commune française, située dans le département du Morbihan en région Bretagne.

## Géographie

### Situation
| Serent         |       | Saint-Marcel |
| Saint-Guyomard | Bohal |              |
| Molac          |       | Pleucadeuc   |

### Hydrographie
Pour un article plus général, voir Réseau hydrographique du Morbihan.
La commune est située dans le bassin Loire-Bretagne. Elle est drainée par la Claie, le bras de la claie, le ruisseau de Rocaran,,.
La Claie , d'une longueur de 62 km km, prend sa source dans la commune de Saint-Allouestre et se jette  dans le canal de Nantes à Brest à Saint-Congard, après avoir traversé 13 communes. 

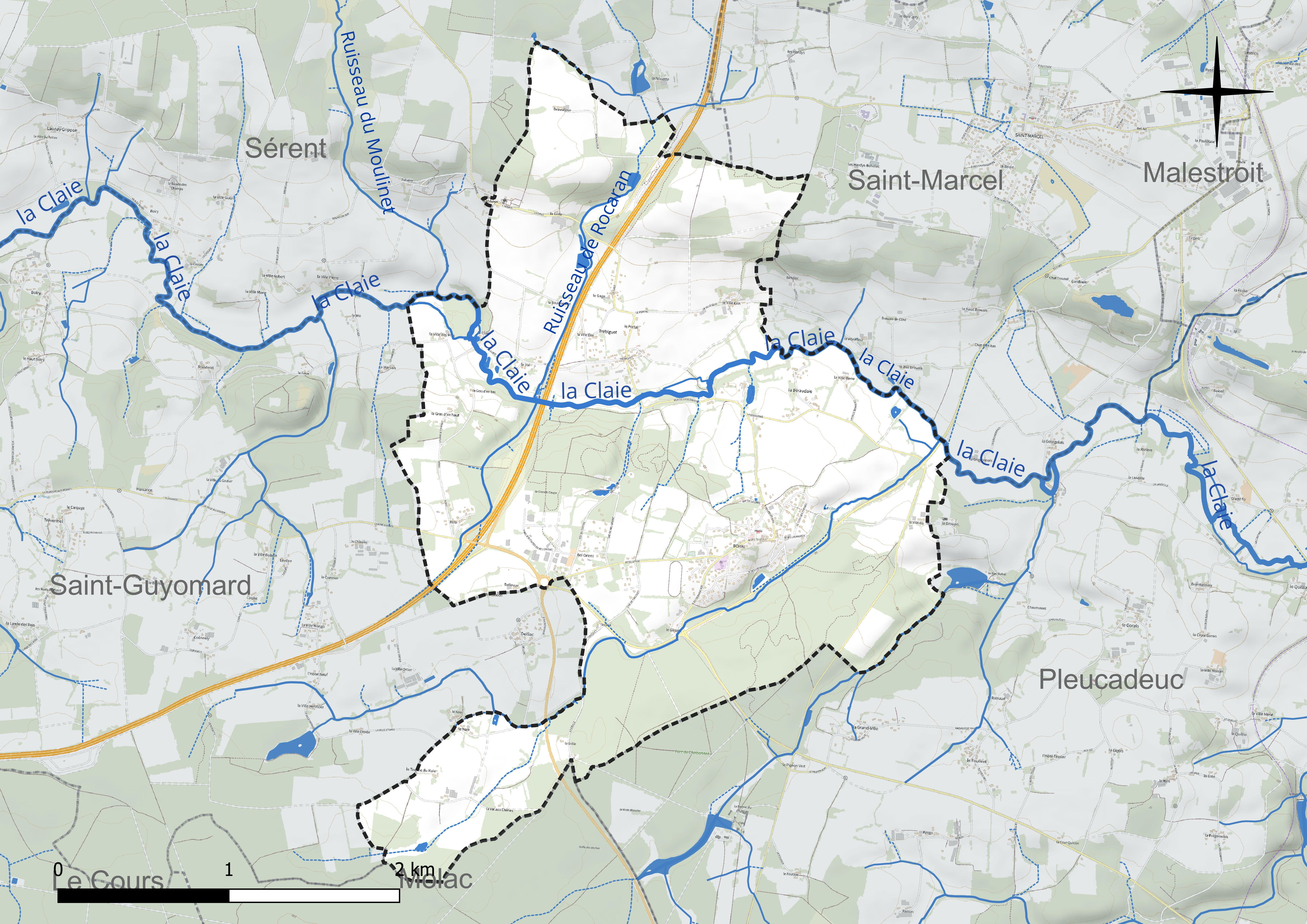
Réseau hydrographique de Bohal.

### Climat
Pour des articles plus généraux, voir Climat de la Bretagne et Climat du Morbihan.
En 2010, le climat de la commune est de type climat océanique franc, selon une étude du CNRS s'appuyant sur une série de données couvrant la période 1971-2000. En 2020, Météo-France publie une typologie des climats de la France métropolitaine dans laquelle la commune est exposée à un climat océanique et est dans la région climatique  Bretagne orientale et méridionale, Pays nantais, Vendée, caractérisée par une faible pluviométrie en été et une bonne insolation. Parallèlement l'observatoire de l'environnement en Bretagne publie en 2020 un zonage climatique de la région Bretagne, s'appuyant sur des données de Météo-France de 2009. La commune est, selon ce zonage, dans la zone « Intérieur Est », avec des hivers frais, des étés chauds et des pluies modérées.  
Pour la période 1971-2000, la température annuelle moyenne est de 11,6 °C, avec une amplitude thermique annuelle de 12,5 °C. Le cumul annuel moyen de précipitations est de 881 mm, avec 13 jours de précipitations en janvier et 6,7 jours en juillet. Pour la période 1991-2020, la température moyenne annuelle observée sur la station météorologique la plus proche, située sur la commune de Pleucadeuc à 5 km à vol d'oiseau, est de 11,9 °C et le cumul annuel moyen de précipitations est de 907,2 mm,. Pour l'avenir, les paramètres climatiques de la commune estimés pour 2050 selon différents scénarios d'émission de gaz à effet de serre sont consultables sur un site dédié publié par Météo-France en novembre 2022.

## Urbanisme

### Typologie
Au 1er janvier 2024, Bohal est catégorisée commune rurale à habitat dispersé, selon la nouvelle grille communale de densité à sept niveaux définie par l'Insee en 2022.
Elle est située hors unité urbaine. Par ailleurs la commune fait partie de l'aire d'attraction de Vannes, dont elle est une commune de la couronne,. Cette aire, qui regroupe 47 communes, est catégorisée dans les aires de 50 000 à moins de 200 000 habitants,.

### Occupation des sols
L'occupation des sols de la commune, telle qu'elle ressort de la base de données européenne d’occupation biophysique des sols Corine Land Cover (CLC), est marquée par l'importance des territoires agricoles (55,9 % en 2018), en diminution par rapport à 1990 (56,9 %). La répartition détaillée en 2018 est la suivante : 
forêts (35,5 %), zones agricoles hétérogènes (22,2 %), terres arables (20,2 %), prairies (13,5 %), zones industrielles ou commerciales et réseaux de communication (4,8 %), zones urbanisées (3,8 %). L'évolution de l’occupation des sols de la commune et de ses infrastructures peut être observée sur les différentes représentations cartographiques du territoire : la carte de Cassini (XVIIIe siècle), la carte d'état-major (1820-1866) et les cartes ou photos aériennes de l'IGN pour la période actuelle (1950 à aujourd'hui).

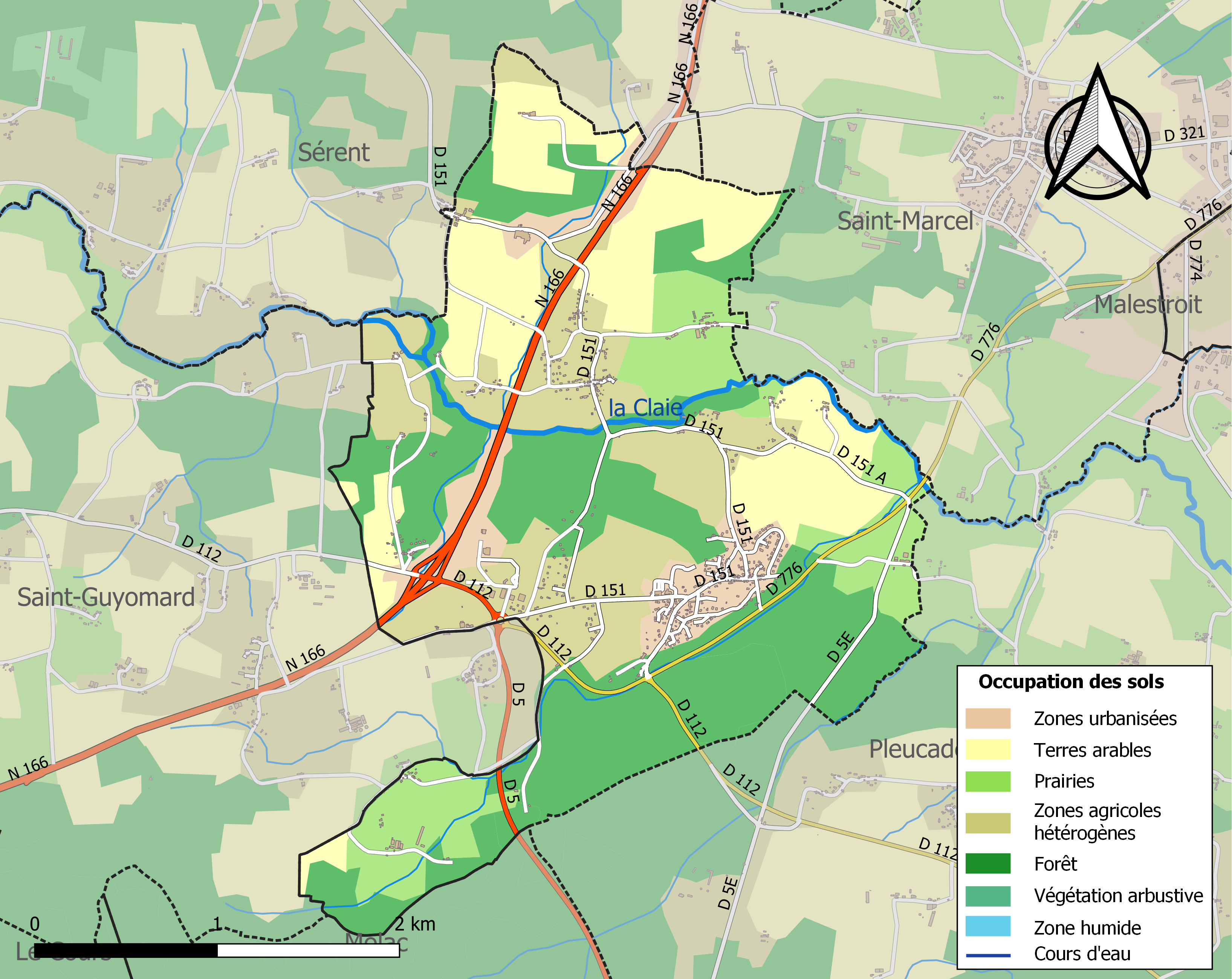
Carte des infrastructures et de l'occupation des sols de la commune en 2018 (CLC).

## Toponymie
Le nom de la localité est mentionné sous les formes Boal en 1330 ; Bohal en 1387 ; Bohal en 1442 ; Bohal en 1516 ; Bouhal en 1554 ; Boheal en 1731.
Le nom en gallo de la commune est Bohau.

## Histoire

### LeXIXesiècle
En 1860 une épidémie de scarlatine frappa Saint-Guyomard et, de là, gagna des communes voisines, principalement Bohal où elle fit 36 malades et 8 morts.

## Politique et administration

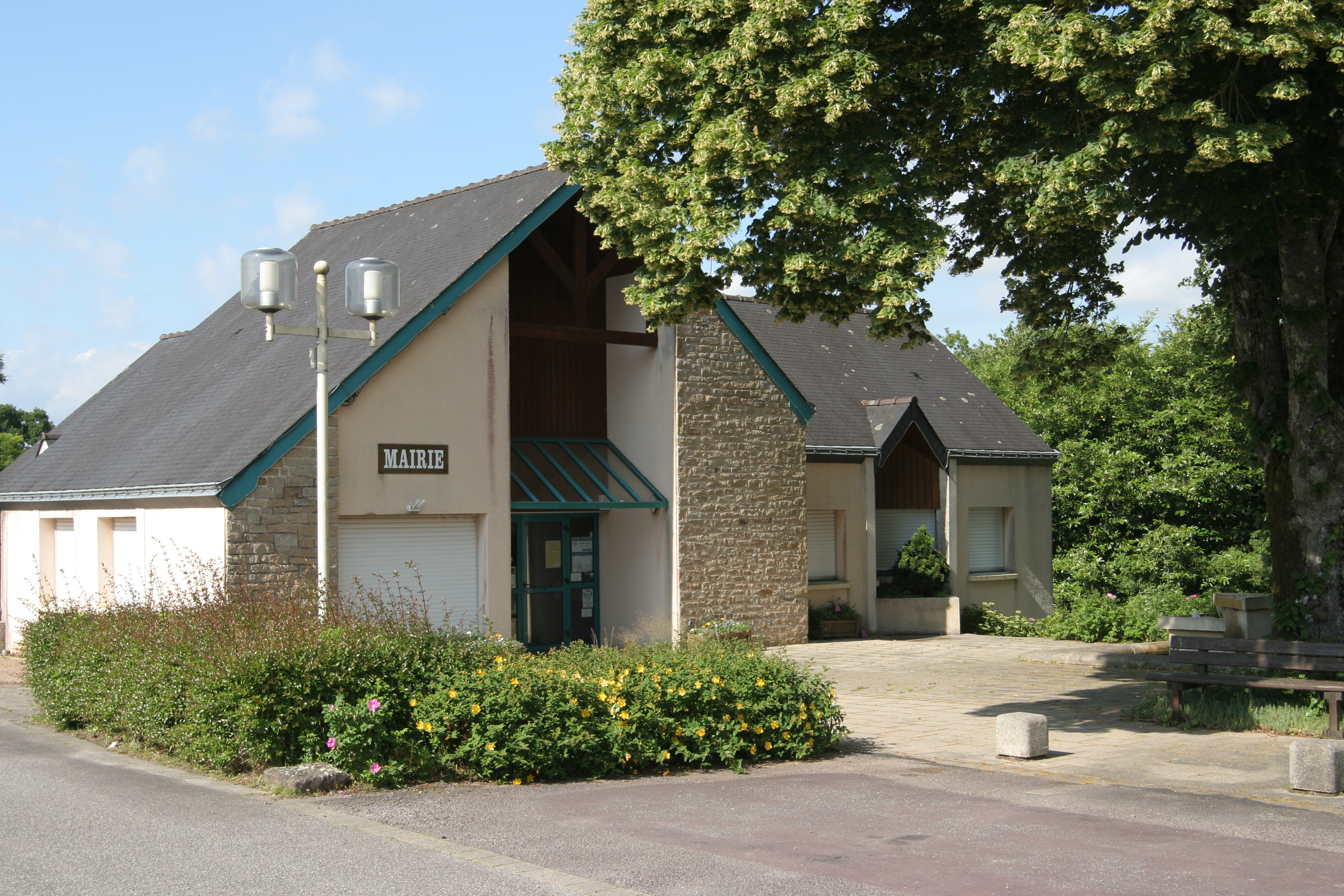
La mairie.

| Période                                  | Période          | Identité | Étiquette | Qualité                                                                     |
| ---------------------------------------- | ---------------- | --- | --------- | --------------------------------------------------------------------------- |
| 30 mai 1909                              | 5 mai 1912       | Gicquel |           |                                                                             |
| 5 mai 1912                               | 30 novembre 1919 | Mathurin Gicquel |           |                                                                             |
| 30 novembre 1919                         | 17 mai 1925      | Jean Gicquel |           |                                                                             |
| 17 mai 1925                              | 31 mai 1935      | François Giguet |           |                                                                             |
| 31 mai 1935                              | 7 janvier 1941   | Jean Gicquel |           |                                                                             |
| 31 mai 1938                              | 7 janvier 1941   | Eugène Gicquel |           |                                                                             |
| 7 janvier 1941                           | 19 octobre 1947  | Eugène Gicquel prisonnier jusqu'en 1945 Paul DANION délégué de la préfecture et Mathurin PICARD délégué préfectoral |           |                                                                             |
| 19 octobre 1947                          | décembre 1961    | Eugène Gicquel |           |                                                                             |
| 21 décembre 1961                         | 20 mars 1965     | Jean Baptiste Réto                                                                                                  |           |                                                                             |
| 20 mars 1965                             | 21 mars 1971     | Bernard Lanoë |           |                                                                             |
| 21 mars 1971                             | 20 mars 1983     | Félix Réto |           |                                                                             |
| 20 mars 1983                             | 12 mars 1989     | Bernard Métayer |           |                                                                             |
| 12 mars 1989                             | 26 mai 2020      | André Piquet | DVD-UDI   | Retraité                                                                    |
| 26 mai 2020                              | En cours         | Alain de Chabannes                                                                                                  |           | Propriétaire forestier Châtelain de Lesquiffiou Officier du mérite agricole |
| Les données manquantes sont à compléter. |                  | |           |                                                                             |

## Démographie
L'évolution du nombre d'habitants est connue à travers les recensements de la population effectués dans la commune depuis 1793. Pour les communes de moins de 10 000 habitants, une enquête de recensement portant sur toute la population est réalisée tous les cinq ans, les populations de référence des années intermédiaires étant quant à elles estimées par interpolation ou extrapolation. Pour la commune, le premier recensement exhaustif entrant dans le cadre du nouveau dispositif a été réalisé en 2008.

En 2022, la commune comptait 862 habitants, en évolution de +5,64 % par rapport à 2016 (Morbihan : +3,82 %, France hors Mayotte : +2,11 %).
| 1793 | 1800 | 1806 | 1821 | 1831 | 1836 | 1841 | 1846 | 1851 |
| ---- | ---- | ---- | ---- | ---- | ---- | ---- | ---- | ---- |
| 290  | 290  | 286  | 310  | 310  | 355  | 335  | 334  | 333  |

| 1856 | 1861 | 1866 | 1872 | 1876 | 1881 | 1886 | 1891 | 1896 |
| ---- | ---- | ---- | ---- | ---- | ---- | ---- | ---- | ---- |
| 314  | 321  | 352  | 320  | 350  | 392  | 413  | 407  | 443  |

| 1901 | 1906 | 1911 | 1921 | 1926 | 1931 | 1936 | 1946 | 1954 |
| ---- | ---- | ---- | ---- | ---- | ---- | ---- | ---- | ---- |
| 420  | 483  | 473  | 460  | 436  | 442  | 406  | 390  | 396  |

| 1962 | 1968 | 1975 | 1982 | 1990 | 1999 | 2006 | 2008 | 2013 |
| ---- | ---- | ---- | ---- | ---- | ---- | ---- | ---- | ---- |
| 387  | 360  | 349  | 344  | 457  | 501  | 697  | 750  | 794  |

| 2018 | 2022 | - | - | - | - | - | - | - |
| ---- | ---- | - | - | - | - | - | - | - |
| 844  | 862  | - | - | - | - | - | - | - |

## Culture et patrimoine

### Lieux et monuments

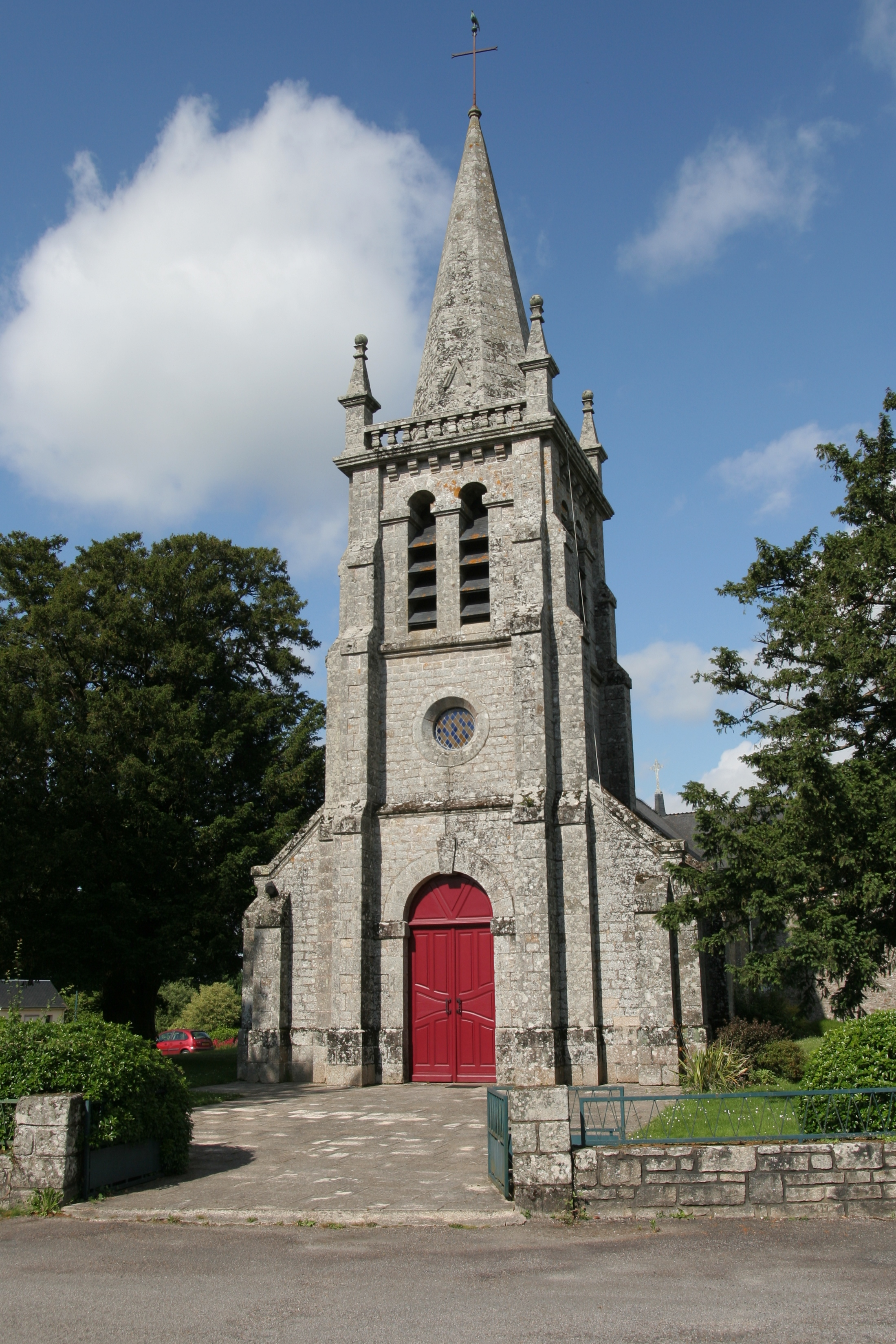
L'église Saint-Gildas.
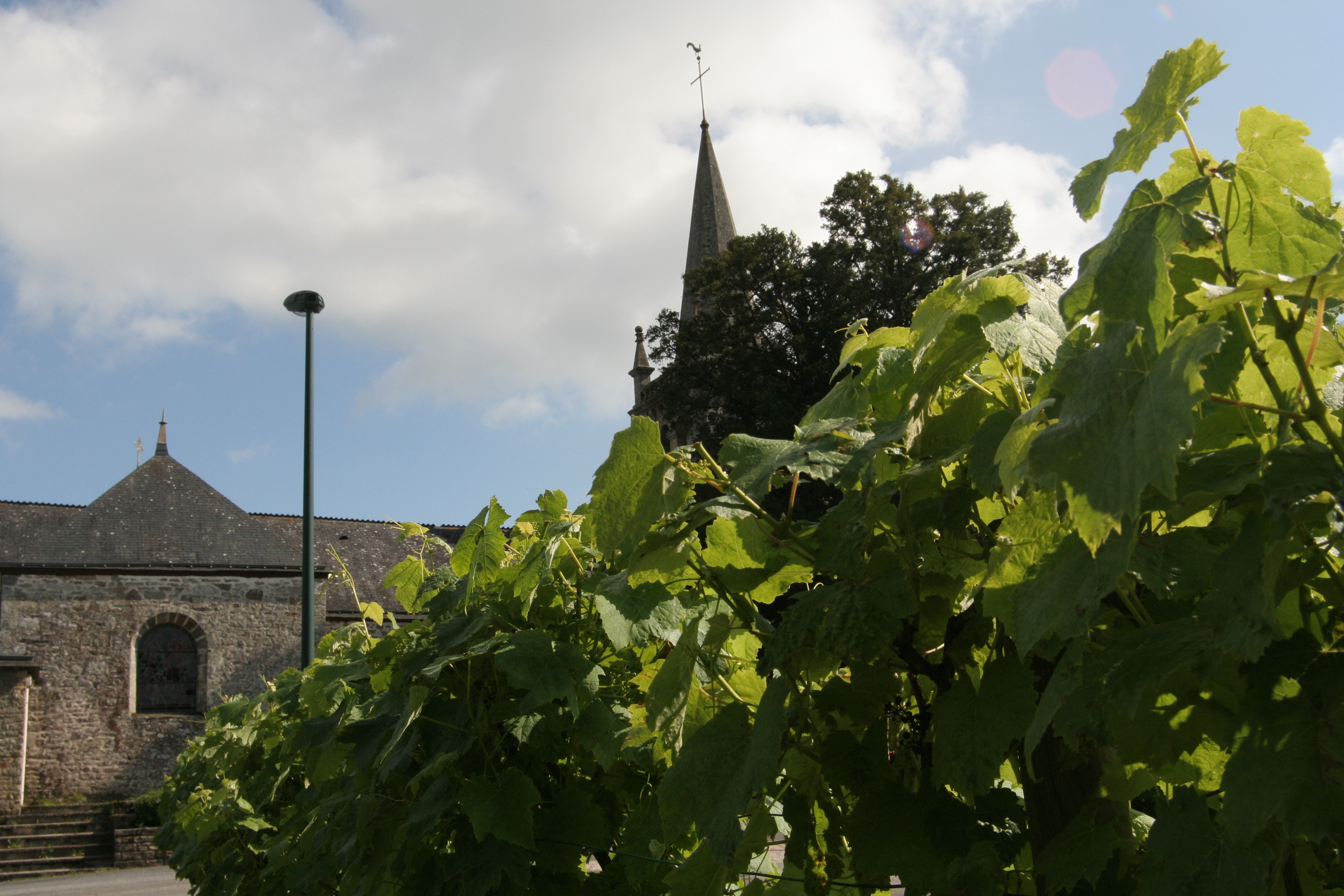
Les vignes plantées près de l'église.
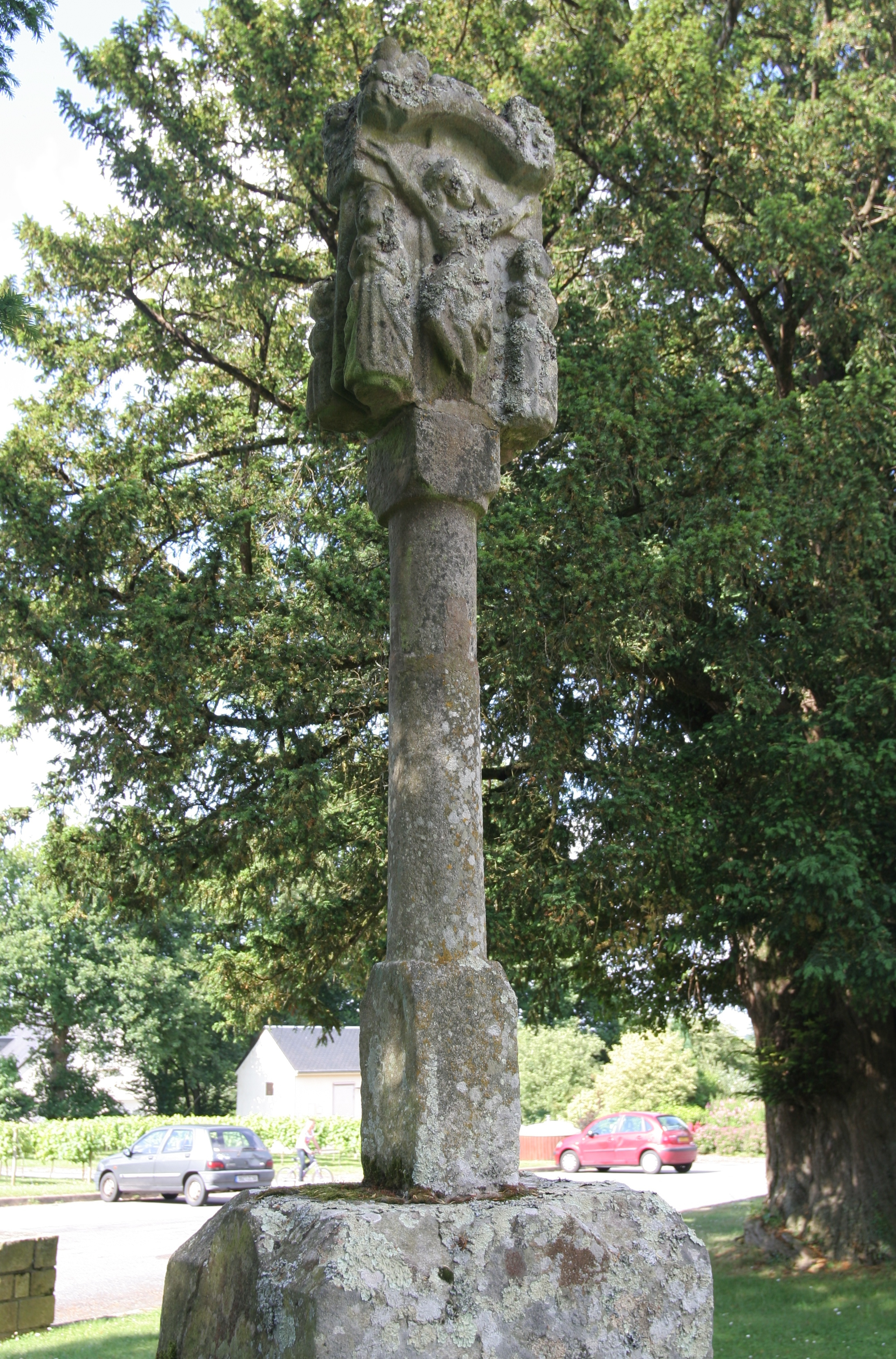
La croix Saint-Gildas.

Bohal est constitué de différents sites architecturaux comme :

#### Église Saint-Gildas
Cette église est constituée de granit et de pierre taillée . L’église est vouée à saint Gildas, illustre moine qui arrive de Bretagne insulaire en 1527. Il meurt à Houat en 1570. Ses restes sont conservés dans l’église de Saint-Gildas-de-Ruys. Une première église, aujourd’hui disparue, est signalée sur un acte de donation à l’abbaye de Marmoutier. L’édifice actuel est antérieur au XVIe siècle. En 1612 un clocher est monté sous le parrainage du recteur Guillaume Guého. Un siècle plus tard des travaux de reconstruction sont entrepris. L’église dispose aujourd’hui d’un beau mobilier, dont une patène, un calice et une toile de Paul-Marc-Joseph Chenavard (1807-1895), figurant la résurrection des morts.

#### Manoir de Rocarant
Le manoir est constitué de granit et schiste de Rocaran et date du XVIe siècle.  Le nom de l'abbaye évoque l'époque où la paroisse fut concédée à l’abbaye de Marmoutier.  L’orientation très simple du manoir originel a été modifiée : la tour de l’escalier, autrefois à l’arrière du bâtiment, décore désormais la façade. Un toit polygonal coiffe cette tour circulaire selon un mode de construction traditionnel dans la région. Au sommet, protégé par le coyau, une petite ouverture carrée laisse entrer les pigeons.

#### Manoir de la Ville des Prés
L'ancien manoir date du XVIe siècle,  le logis actuel date du XXe siècle. Les vestiges du manoir sont inscrits à l'inventaire général du patrimoine culturel.

#### Croix de Saint-Gildas
Perchée sur un haut socle, la croix-bannière de Saint-Gildas est richement décorée : sur l’une des faces, un christ en croix qu’entourent sainte Marie et saint Jean, sur l’autre une pietà.  Aux quatre coins du dais qui couronne la bannière, reposent quatre petits angelots. 

#### Chapelle Saint-Charles
Cette chapelle, constituée de schiste, granit, grès et pierre taillée, est située à Trébiguet. Cette petite chapelle faisait probablement partie de l’ancien manoir du Portal, dont il ne reste désormais que les quatre piles d’un mur de clôture. Le 2 décembre 1656, Pierre Aubin, seigneur de Boicouart, s’y marie avec Mlle Catherine Bernard, fille du premier lit de Mathurine Allix, dame de la Bourdonnaye, dont l’époux, messire Jan Desprez, est seigneur du Portal. La petite construction est dominée par un modeste clocher en bâtière, couvert d’ardoise que surplombe une croix. Le toit est doté de longs pans débordants. Les murs, un peu de guingois, sont recouverts d’enduit et percés par des portes en anse de panier soulignées par un grand appareil. Quant à l’unique vaisseau, il est couvert de lambris.

#### Moulin de la Béraudaie
C'est à partir de 1887 que la famille Lanoé habite le moulin ; jusqu’en 1960. En 1942, le moulin est modernisé. Cette modernisation se traduit par l’apport de matériels performants et par l’adjonction d’un bâtiment, plus haut. Le moulin a désormais l’allure d’une grande bâtisse soigneusement appareillée, scindée en deux. Sa façade est rigoureusement scandée de larges et nombreuses ouvertures qui, jusque sur les combles, rythment la construction. Il est maintenant voué à l’habitation et est partiellement rénové en gîte et chambres d’hôtes.

#### Four à pain de la Gras d'en bas
Ce four à pain a été désolidarisé de la ferme de la Gras lors du goudronnage du chemin creux, effectué vers 1950. Depuis il appartient à la commune. Il y a quelques années ce four a été rénové par les jeunes de la commune de Bohal ainsi que par une association d’insertion.

#### Croix-Josse
Elle est monolithe sur piédestal, la hauteur du fût est de 1,15 m, les arêtes sont fortement chanfreinées. La Croix-Josse est située à l’entrée du bourg quand on vient de la Béraudaie à l’angle formé par la D 151 et le petit chemin qui monte à droite vers l’église.

### Héraldique
|  | Les armoiries de Bohal se blasonnent ainsi : Échiqueté d’azur et d’or, au franc-quartier de gueules chargé de quatre besants d’or. |

|  | Les armoiries de Bohal (famille) se blasonnent ainsi : Cinq points d’or équipolés de quatre d’azur, au chef de gueules chargé d’une croix pattée d’argent. (Famille de Bohal.) |

## Personnalités liées à la commune
Jacline Mouraud, ancienne porte-parole des Gilets jaunes.